# Diète d'Empire à Augsbourg
Les Diètes d'Empire à Augsbourg sont des assemblées des divers chefs que comptait le Saint-Empire romain germanique qui se sont tenues régulièrement à Augsbourg, ville en Souabe bavaroise, entre 952 et 1582, et dont certaines furent d’une grande importance dans les guerres de religion des XVe et XVIe siècles. 

## Les Diètes d'Empire
À l'époque du Saint-Empire romain germanique, la diète était la convention des Reichsstände (États de l’Empire) qui bénéficiaient de l'immédiateté impériale. Les décisions de cette assemblée portaient le nom de recès. 
Au départ, le Reichstag ne se réunissait pas à époque régulière et le lieu de réunion changeait à chaque fois, les ducs des anciennes tribus germaniques qui formaient le royaume franc ne se réunissant qu’en cas de décision importante. Le rôle et les fonctions des diètes changèrent au cours des siècles, comme l'Empire lui-même, à mesure que les États obtenaient de plus en plus de pouvoir aux dépens du pouvoir impérial, jusqu’en 1648 avec la Paix de Westphalie, privant l’empereur de ses derniers pouvoirs effectifs et consommant la désintégration du Saint-Empire.
Voir article détaillé Diète d'Empire
Longtemps la diète n'eut pas de siège fixe, avant qu’elle ne se fixe définitivement et régulièrement en 1663 dans la salle de mairie de Ratisbonne. Ainsi une dizaine de diètes eurent lieu à Augsbourg entre 952 et 1663.

## Diète au Lechfeld - 952
Cette diète est tenue sur un bras de terre entre deux rivières, la Lech et la Schmutter, où eut lieu notamment la Bataille du Lechfeld, près d'Augsbourg, en août 952, présidée par Otton Ier le Grand.
Dans le but de contrôler les routes commerciales reliant la Germanie et l'Italie, le roi Otton Ier laissa son armée à un prince nommé Conrad, qu’il a fait duc de Lorraine, et à son gendre, et va tenir un concile à Augsbourg avec des évêques italiens, au lieu de poursuivre ses conquêtes. Il en profita en outre pour confisquer certaines possessions en Alsace, en Brisgau et en Thurgovie du comte Gontran le Riche, ancêtre de la famille des Habsbourg, qui le gênait dans ses conquêtes.

## Diète de 1077
Diète tenue à Augsbourg au début de 1077, sous le règne de l’empereur Henri IV.
En 1064, Henri IV devient majeur et se heurte à la résistance de la noblesse qu'il finit par mater en 1075. Mais quand le pape Grégoire VII lui enlève le droit d'investir les évêques sur son territoire, il se rebelle et se voit excommunié. Dès lors, une fronde des ducs de l'Empire, que cette condamnation délie de leur serment de fidélité, se lève et le dépose à Trebur en 1076, puis décide de le soumettre, d’accord avec les évêques, au jugement divin du pape lors d’une future diète à Augsbourg. 
L’empereur veut prévenir ce jugement fatal et, durant janvier 1077, il se résigne à l’humiliation de la pénitence de Canossa : implorer le pardon du pape devant son château, pieds nus et couvert d’un cilice, se déclarant soumis, attendant l’arrêt d’Augsbourg. Le pape se voit obligé d'accueillir de nouveau le monarque au sein de l’Église. 
Cependant Grégoire arriva à Augsbourg et demanda à la diète de déposer l’empereur et de le remplacer par le duc de Souabe, Rodolphe de Rheinfelden, ce qu’elle fit expressément, les nobles germaniques étant satisfaits de ce jugement à leur avantage. Henri refusa cette déposition et engagea l'Empire dans une guerre civile de trois ans. Henri triompha à la Bataille de Hohenmölsen où Rodolphe trouva la mort.

## Diète de 1500
Diète d’Empire tenue à Augsbourg en 1500 sous le règne de Maximilien Ier.
La diète de 1500 tente de créer un exécutif fédéral, le Reichsregiment, le morcellement des États allemands imposant la création de structures administratives régionales : les Cercles d'Empire (Kreise). À Augsbourg, ils sont fixés au nombre de six : Bavière, Basse-Saxe, Souabe, Franconie, Bas-Rhin-Westphalie et Haut-Rhin, et leurs prérogatives et pouvoir sont clairement arrêtés.
Les diètes de Trèves et de Cologne (1512) portent leur nombre à dix ajoutant les Cercles d'Autriche, de Bourgogne, de Haute-Saxe et le Cercle électoral du Rhin et enfin la Diète de Nuremberg en 1522 fixe définitivement ce nombre. Ils subsistèrent jusqu'en 1806.

## Diète de 1518
Diète d’Empire tenue à Augsbourg en automne 1518 sous le règne de Maximilien Ier.
Maximilien y tente de faire élire son petit-fils Roi des Romains mais échoue, et il mourra quelques mois plus tard. 
Parallèlement, le pape Léon X a excommunié Martin Luther qui déclare la supériorité de l’écriture sur l’autorité du pape, mais désire lui faire abjurer ses propos. Luther ne se rendant pas à Rome, le pape envoie un légat italien (erreur compte tenu de l’anti-latinisme des Allemands à l’époque), le général des dominicains Thomas Cajetan. Ce dernier rencontre Luther en octobre qui ne se rétracte pas. Ce sont les débuts du protestantisme, la rupture avec Rome est consommée car un mandat est lancé contre Luther, sans effet car il est protégé par Frédéric III de Saxe. 
On notera aussi durant la diète une césure entre les réformistes jeunes (les luthériens) et les anciens (tenants de Thomas d'Aquin).

## Diète d’Augsbourg - 1530
Diète d’Empire tenue à Augsbourg de juin à novembre 1530 sous le règne de Charles Quint, désignée généralement sous le terme de Diète d'Augsbourg, du fait de son importance dans la Réforme.
Cette diète est convoquée par l’empereur pour poser la question de la soumission des princes du Saint-Empire convertis à la réforme luthérienne. Mais cette réunion tourne à son désavantage puisque les princes du Nord réformistes se coalisent sous l'autorité de Philippe de Hesse et de l'électeur Jean Frédéric de Saxe. 
Le 25 juin les protestants présentent au souverain la Confession d'Augsbourg, texte fondateur du luthéranisme rédigée par Philippe Mélanchthon (qui remplace Luther, alors au ban de l’Empire et ne pouvant être présent à la diète) et Camerarius, qui sera rejetée par les théologiens catholiques. Malgré quelques modifications conciliatrices apportées par le prudent disciple Melanchthon au texte original de Luther,  Charles Quint la fait proscrire par la diète, où les députés catholiques se trouvaient en majorité. Deux autres confessions sont également présentées et rejetées par l'empereur, la Tétrapolitaine rédigée par Martin Bucer et Wolfgang Capiton et la Fidei ratio, qui se présente comme une confession personnelle de Zwingli.
Le 20 septembre, Luther conseille aux princes protestants de se préparer à la guerre plutôt que d'accepter de transiger avec l'Église catholique, ce qui aboutira au début de 1531 à la formation de la Ligue de Smalkalde menée par Philippe de Hesse. La diète se termine le 19 novembre avec le recès d’Augsbourg qui confirme l'édit de Worms : il ordonne aux princes évangéliques de se soumettre avant le 15 avril 1531, de rétablir dans leurs États la juridiction épiscopale et de restituer les biens de l'Église.

## Intérim d'Augsbourg - 1548
Diète tenue à Augsbourg de septembre 1547 à juin 1548 sous le règne de Charles Quint.
Le 24 avril 1547 l’Empereur vainc la Ligue de Smalkalde à la bataille de Muehlberg. Le sud et l'ouest du Saint-Empire se soumettent et seul le nord résiste. Le 1er septembre s’ouvre à Augsbourg une diète qui consacre la victoire de l’empereur.
Durant les mois qui viennent, l’empereur convoque régulièrement le Reichstag, confisque la cathédrale, et il proclame le 15 mai 1548 l’Intérim d'Augsbourg, formulaire de foi et de discipline aux dogmes catholiques permettant pour autant la communion sous les deux espèces aux laïques, et le mariage aux prêtres. Ce texte prend valeur d’intérim en attendant les conclusions du Concile de Trente. 
Ce texte, qui se voulait consensuel, ne satisfit personne : l’Église était aigrie et les Luthériens, épris de liberté. Pourtant le 30 juin Charles Quint promulgue l’intérim dans l’Empire, certaines régions avec quelques compensations, comme Strasbourg ou Constance. La Saxe reste rebelle, tandis que le Brandebourg et le Palatinat se soumettent. 
Le 26 juin, l’Empereur profite de la diète pour mettre les Pays-Bas sous la protection du corps germanique, à l’intérieur du dixième cercle d’Empire, moyennant une exemption des taxes habituelles de la juridiction de la chambre impériale.

## Diète de 1550
Diète tenue à Augsbourg en 1550 et 1551 sous le règne de l’Empereur Charles Quint.
En 1550 Charles Quint convoque la diète pour rendre un édit contre les luthériens. Il y a cependant une montée des tensions entre l’Empereur et son frère cadet Ferdinand, dont ce dernier tire les conséquences : au dernier moment, il tente de proroger l’exécution de la convention de Nyírbátor. Mais ses vassaux hongrois, opprimés par les Turcs, vivant dans l’attente de la réunification, contraignent Charles Quint à l’intervention. 
Mais le plus grave sujet d’altercation est l’ambition de Charles Quint de faire de la monarchie élective une monarchie héréditaire : il engage son frère à céder à son fils Philippe le titre de Roi des Romains et la succession à l’Empire. Devant le refus indigné de son frère, Charles demande en mars 1551 sa déposition en faveur de son fils aux électeurs du Reichstag. Ce dernier vote contre, avec une forte opposition du Palatinat, de Saxe et de Brandebourg. 
Mais le roi de France Henri II s’unit avec Soliman le sultan des Turcs et menace ainsi l’Empire, en portant la guerre en Italie du nord. Pris entre deux fronts, les princes de l’Empire, dont Ferdinand, s’unissent sous la direction de l’Empereur et oublient leurs différends pour un temps.

## Paix d’Augsbourg - 1555
Diète tenue à Augsbourg de février à novembre 1555 sous le règne de l’Empereur Charles Quint.
Charles Quint est à la fin de sa vie, fatigué. Il a eu à lutter toute sa vie, il a longtemps été le plus puissant monarque d’Europe, mais le nouveau pape Paul IV essaie de réduire l’influence de l’Empereur en Italie et se lie avec Henri II qui convoite certaines terres de l’Empire, la lutte entre protestants et catholiques est plus vive que jamais, la goutte tourmente le souverain, qui décide de terminer de manière inattendue : abdiquer ses couronnes.
Mais avant, le 5 février 1555, il ouvre la diète à Augsbourg pour préparer son pays à la paix. Après de longues négociations, la diète promulgue le 25 septembre la Paix d'Augsbourg : protestants et catholiques ont enfin les mêmes droits dans tout l’Empire, dès lors partagé en deux, Rhénanie et Bavière restant catholiques, le Nord et la Franconie passant à la Réforme. Les deux-tiers de la population allemande sont passés au protestantisme. 
L’Empereur fatigué se prépare à la passation de pouvoir : en novembre il partage les territoires annexes entre ses héritiers et le 25 octobre 1555 il abdique, son fils Philippe II lui succédant en Espagne et en Sicile, son frère Ferdinand devient Ferdinand Ier du Saint-Empire.

## Diète de 1559
Diète tenue à Augsbourg en 1559 sous le règne de Ferdinand Ier. 
L’Empire commence à ouvrir des diètes régulièrement pour tenir au jour le jour la direction de la fédération, c’est le cas de celle-ci, une diète de routine pourrait-on dire. Elle importe diplomatiquement sur certains points : des ambassadeurs de France y sont envoyés par Henri II, à la suite de la paix promulguée avec Philippe II, roi d’Espagne, au Cateau-Cambrésis où ils avaient presque tout perdu en Italie, mais gardaient quelques villes, comme Metz, Toul et Verdun, susceptibles d’intéresser l’Empire ; le nouveau pape Pie IV reconnaît enfin Ferdinand pour empereur. Il s’agissait aussi pour les ambassadeurs catholiques de se rassurer quant à la montée du protestantisme.

## Diète de 1566
Diète tenue à Augsbourg de janvier à septembre 1566 sous le règne de Maximilien II.
Le sultan turc Soliman est sur la fin de sa vie mais continue d’enchaîner guerres et conquêtes : il pénètre en 1566 en Vénétie. Maximilien demande à la diète d’Augsbourg plus de secours que n’en avait reçus Charles-Quint à la prise de Vienne par Soliman, ce que le Reichstag accorde : levée de soldats et mois romains pour trois ans. 
La question protestante n’était pas au reste au ban des sujets abordée par la diète : en mars, un texte de confession protestante, le Confessio et expositio simplex orthodoxae fidei et dogmatum Catholicorum syncerae religionis Christianae (Confession et simple exposition de la vraye foy et articles catholiques de la pure religion chrétienne), rédigé dès 1564 par Théodore de Bèze et Heinrich Bullinger, était envoyé aux électeurs pour certifier l’unité des protestants à l’intérieur et à l’extérieur de l’Empire.

## Diète de 1582
Diète tenue à Augsbourg en 1582 sous le règne de Rodolphe II.
Deux actions à retenir de cette diète : l’intervention à Cologne pour empêcher la sécularisation des bénéfices et le refus des électeurs de passer au calendrier grégorien. En effet, en 1582, le pape Grégoire XIII, voulant revenir aux dates de culte du concile de Nicée, et pallier le décalage occasionné par le calendrier julien, instaure donc la suppression de dix jours de l’année 1582 et le retranchement de trois années bissextiles sur quatre cents ans. 
Le pape a cependant plus de mal à faire accepter sa réforme qu’à la rédiger : la France résiste quelques mois, jusqu’à un édit de Henri III qui règle la France sur Rome, alors que Maximilien ne persuade pas la diète d'Augsbourg d’adopter le changement de dix jours. Ainsi l'ancien calendrier subsiste encore quelque temps, même chez les catholiques de l'Allemagne, pour être adopté plus tard.